# Иллюзия Орбисона

Иллюзия Орбисона

Иллюзия Орбисона — оптическая иллюзия, описанная американским психологом Уильямом Орбисоном и впервые опубликованная в 1939 году в одном из психологических журналов.
Суть иллюзии заключается в том, что внутренний квадрат представляется в искажённом виде, поскольку фон из косых линий создаёт ощущение перспективы, и в результате наш мозг воспринимает форму квадрата искажённой.
Разновидность иллюзии Геринга и иллюзии Вундта .